# Leven Rambin
Leven Rambin (* 17. května 1990, Houston, Texas, Spojené státy americké) je americká herečka. Nejvíce se proslavila rolí v seriálu All My Children, kde hrála od roku 2004 do roku 2008. Dále se objevila v seriálech Chirurgové, Terminátor: Příběh Sáry Connorové, One Tree Hill, Kouzelníci z Waverly a Kriminálka Miami. V roce 2012 se objevila ve filmu Hunger Games jako Glimmer a jako Clarisse se objevila ve filmu Percy Jackson: Moře nestvůr v roce 2013.

## Životopis
Narodila se v Houstonu v Texasu, je dcerou Josepha Howarda Rambina třetího a Karen Stacy Guthrie, zakladatelky realitní kanceláře Moody Rambin Estate. Má tři sourozence: bratry Jaye a Josepha a sestru Mary. Vystupovat začala ve školních hrách na Houston School of Film and Theatre a na St. Francis Episcopal Day School. Poté se přestěhovala do New Yorku, kde získala roli v seriálu All My Children. Středoškolský diplom získala na Texas Tech University Independent School District.

## Kariéra

### 2004-09: Začátky
Kariéru zahájila ve 13 letech, kdy získala jednu z hlavních rolí v seriálu stanice ABC All My Children. Za roli získala dvě nominace na cenu Daytime Emmy Awards. Později se objevila v seriálech Zákon a pořádek: Útvar pro zvláštní oběti a Džungle rtěnek. Natočila televizní film pro stanici CW nazvanou Austin Golden Hour.
Filmový debut přišel s nezávislým filmem Gigantický, kde si zahrála po boku Paula Dana. Připojila se k obsazení seriálu Terminátor: Příběh Sáry Connorové v roli Riley Dawson, kamarádky Johna Connora. Po opuštění seriálu si připojila k obsazení seriálu Chirurgové, kde si zahrála Sloan Riley, dceru doktora Marka Sloana. Krátce se vrátila do seriálu All My Children v roli Lily Montogomery pro 40. výročí seriálu 5. ledna 2010.

### 2010-12: Průlom v kariéře
Byla obsazena do role dcery Virginie Madsen a David Jamese Elliotta v televizním seriálu Scoundreis. Seriál byl však ukončen po osmi epizodách, kvůli nízké sledovanosti. Objevila se v seriálu Kouzelníci z Waverly na stanici Disney Channel, kde získala vedlejší roli Rosie. Později byla obsazena do role Chloe Hall v seriálu stanice CW One Tree Hill. Jako Molly Sloan se objevila v seriálu Kriminálka Miami.
Bylo oznámeno, že Lionsgate a Gary Ross obsadili Leven Rambin do jejího prvního studiového filmu, v roli Glimmer, splátkyně prvního kraje, Hunger Games. Dále se objevila ve filmu Chasing Mavernicks, film založený na pravdivém příběhu surfera Jaye Moriatyho. V roce 2012 se objevila ve videoklipu skupiny Green Day k písničce "Stray Heart".

### 2013–dosud
V roce 2013 byla obsazena do role Clarisse La Rue ve filmu Percy Jackson: Moře nestvůr. Jako Daisy se objevila ve filmu Rande na dvě noci, po boku Milese Tellera a Lio Tipton. V roli Natalie se objevila v posledních třech epizodách seriálu Lidé zítřka. V roce 2017 byla obsazena do hlavní role seriálu Zmizelí inspirovaném novelou One Kick od Chelsea Cain.

## Osobní život
Poprvé byla zasnoubená s producentem Geoffreym Jamesem Clarkem. Od léta 2014 chodila s hercem ze seriálu Pravá krev Jimem Parrackem, už v srpnu 2014 se zasnoubili. Dne 10. října 2015 se dvojice vzala. V březnu 2017 Rambin zažádala o rozvod.

## Filmografie
| Rok  | Název                                          | Role              | Poznámky            |
| ---- | ---------------------------------------------- | ----------------- | ------------------- |
| 2008 | Gigantický                                     | Missy Thaxton     |                     |
| 2010 | Babe                                           | Sarah             | krátký film         |
| 2010 | Case 219                                       | Carla Evans       |                     |
| 2012 | Hunger Games                                   | Glimmer           |                     |
| 2012 | The World Is Watching: Making the Hunger Games | Samu sebe/Glimmer | Dokument            |
| 2012 | Na divoké vlně                                 | Kim Moriarity     |                     |
| 2013 | Isolated                                       | Ambasadorka míru  |                     |
| 2013 | Percy Jackson: Moře nestvůr                    | Clarisse La Rue   |                     |
| 2014 | Rande na dvě noci                              | Daisy             |                     |
| 2014 | 7 minut                                        | Kate              |                     |
| 2014 | Dissonance                                     | Cera              | krátkometrážní film |
| 2015 | Walter                                         | Kendall           |                     |
| 2015 | I Am Michael                                   | Catherine         |                     |
| 2018 | Lost Child                                     | Fem               |                     |
| 2018 | In the Bathroom                                | Susie             | krátkometrážní film |
| 2019 | Hnüs                                           | Sharise           |                     |
| —    | Purge 5                                        | —                 |                     |
| —    | The Big Ugly                                   | Kara              |                     |
| —    | Mank                                           | Eve               |                     |
| —    | Where to Now?                                  | Max               | krátkometrážní film |

| Rok       | Název                                     | Role                         | Poznámky |
| --------- | ----------------------------------------- | ---------------------------- | --- |
| 2004–2010 | All My Children                           | Lily Montgomery a Ava Benton | Hlavní role, 162 dílů Nominace - Soap Opera Digest Awards v kategorii Nejlepší nováček - žena Nominace - Daytime Emmy Awards v kategorii Nejlepší mladá herečka v dramatickém seriálu (2006,2007) |
| 2006      | The Book of Daniel                        | Caroline Paxton              | hlavní role, 4 díly |
| 2007      | Zákon a pořádek: Útvar pro zvláštní oběti | Reagan Michaels              | díl: „Responsible“ |
| 2008      | Džunge rtěnek                             | Chloe Jamison                | díl: „Chapter Four: Bombay Highway“ |
| 2008      | Austin Golden Hour                        | Annie                        | TV film |
| 2008–2009 | Terminátor: Příběh Sáry Connorové         | Riley Dawson                 | Vedlejší role, 10 dílů |
| 2009–2010 | Chirurgové                                | Sloan Riley                  | Vedlejší role, 5 dílů |
| 2010      | Good Morning Rabbit                       | Dumbleshe                    | díl: „National Hamburger Day“ |
| 2010      | Private Practice                          | Sloan Riley                  | díl: „Another Second Chance“ |
| 2010      | Scoundrels                                | Heather West                 | hlavní role, 8 dílů |
| 2011      | Kouzelníci z Waverly                      | Rosie                        | vedlejší role, 3 díly |
| 2011      | Kriminálka Miami                          | Molly Sloan                  | vedlejší role, 4 díly |
| 2011      | One Tree Hill                             | Chloe Hall                   | vedlejší role, 3 díly |
| 2014      | Lidé zítřka                               | Natalie                      | vedlejší role, 3 díly |
| 2015      | Temný případ                              | Athena Bezzerides            | vedlejší role, 5 dílů |
| 2017      | The Path                                  | Chloe Jones                  | vedlejší role, 7 dílů |
| 2017–2018 | Zmizelí                                   | Kick Lannigan                | hlavní role, 12 dílů |
| 2018      | Glimpse                                   | Olivia                       | díl: „The Stork“ |